# Phoronis muelleri
Phoronis muelleri is een soort in de taxonomische indeling van de hoefijzerwormen (Phoronida). De wetenschappelijke naam van de soort werd in 1903 voor het eerst geldig gepubliceerd door Selys-Lonchamps.

## Beschrijving
De hoefijzerworm Phoronis muelleri heeft een plomp, langwerpig lichaam, met een uitstulping aan de achterkant dat als anker fungeert waarmee het dier zich in zijn koker of gang vastzet. Over de mond hangt een korte lip heen, het epistoom, en is omringd door een hoefijzerachtig lofofoor met talrijke lange, van trilharen voorziene tentakels. P. muelleri kan tot 12 cm lang worden maar minder dan 1 mm breed. Het lichaam is roze van kleur en de lofofoor is transparant, soms met vlekken. De darm van de worm is U-vormig.

## Leefgebied
Phoronis muelleri dringt verticaal door in modderige tot zanderige substraten, vaak met een hoog organisch gehalte en met een overvloed aan afval en zwevend materiaal. Het kan worden gevonden van het intergetijdengebied tot een diepte van maximaal 400 meter. Het wordt vaak geregistreerd in Macoma- en Amphiura-gemeenschappen.

## Larve
De larve van Phoronis muelleri wordt in de wetenschappelijke literatuur ook wel als aparte soort beschreven onder de naam Actinotrocha branchiata.